# Weckolsheim
Weckolsheim település Franciaországban, Haut-Rhin megyében. Lakosainak száma 719 fő (2022. január 1.). Weckolsheim Algolsheim, Hettenschlag, Wolfgantzen, Volgelsheim, Obersaasheim és Dessenheim községekkel határos.

## Népesség
A település népessége az elmúlt években az alábbi módon változott:
| Lakosok száma | 617  | 640  | 657  | 665  | 658  | 653  | 673  | 696  | 719  |
|               | 2013 | 2015 | 2016 | 2017 | 2018 | 2019 | 2020 | 2021 | 2022 |